# Liste zoologischer Gärten und Aquarien in Kanada
Diese Liste von Zoos, Tierparks, Wildparks, Vogelparks und anderen öffentlich zugänglichen zoologischen Einrichtungen in Kanada ist sortiert nach Ortsnamen.

## Liste
| Stadt/Gemeinde      | Provinz | Zooname                              | Eröffnungsjahr (ggf. Schließungsjahr) | Fläche (ha) | Tieranzahl | Tierarten | Besucher pro Jahr | Webpräsenz |
| ------------------- | ------- | ------------------------------------ | ------------------------------------- | ----------- | ---------- | --------- | ----------------- | ---------- |
| Aldergrove          | BC      | Greater Vancouver Zoo                | 1970                                  | 49          |            | 140       |                   | Website    |
| Brentwood Bay       | BC      | Victoria Butterfly Gardens           |                                       | 0,1         |            | 70        |                   | Website    |
| Calgary             | AB      | Calgary Zoo                          | 1929                                  | 30          |            |           |                   | Website    |
| Cambridge           | ON      | African Lion Safari                  | 1969                                  | 3000 (ca.)  |            |           |                   | Website    |
| Cambridge           | ON      | Cambridge Butterfly Conservatory     | 2001                                  | 43          |            |           |                   | Website    |
| Edmonton            | AB      | Edmonton Valley Zoo                  | 1959                                  | 18 (ca.)    |            | 100       |                   | Website    |
| Fairmount (Halifax) | NS      | Downs’ Zoological Gardens            | 1847–1876                             |             |            |           |                   |            |
| Granby              | QC      | Granby Zoo                           | 1953                                  |             |            | 230 (ca.) |                   | Website    |
| Moncton             | NB      | Magnetic Hill Zoo                    | 1953                                  | 16          |            | 80        |                   | Website    |
| Montreal            | QC      | Biodôme Montréal                     | 1992                                  |             |            |           |                   | Website    |
| Niagara Falls       | ON      | Marineland                           | 1961                                  | 0,5         |            |           |                   | Website    |
| Niagara Falls       | ON      | Bird Kingdom                         | 1996                                  | 0,4         |            |           |                   | Website    |
| Niagara Falls       | ON      | Niagara Parks Butterfly Conservatory | 1996                                  | 0,1         |            | 60        |                   | Website    |
| Québec              | QC      | Aquarium du Québec                   | 1959                                  | 16          |            | 300       |                   | Website    |
| Québec              | QC      | Jardin zoologique du Québec          | 1931–2006                             |             |            |           |                   |            |
| Toronto             | ON      | Ripley’s Aquarium of Canada          | 2013                                  |             |            | 450       |                   | Website    |
| Saint-Félicien      | QC      | Zoo Sauvage de Saint-Félicien        | 1960                                  | 485         |            | 86        |                   | Website    |
| Saint John          | NB      | Cherry Brook Zoo                     | 1974–2020                             |             |            |           |                   |            |
| Saskatoon           | SK      | Forestry Farm Park and Zoo           | 1966                                  |             |            |           |                   | Website    |
| Sault Ste. Marie    | ON      | Entomica Insectarium                 | 2014                                  |             |            |           |                   | Website    |
| Toronto             | ON      | Toronto Zoo                          | 1974                                  | 287         |            | 490       |                   | Website    |
| Ucluelet            | BC      | Ucluelet Aquarium                    | 2004                                  |             |            |           |                   | Website    |
| Vancouver           | BC      | Vancouver Aquarium                   | 1956                                  | 0,9         |            |           |                   | Website    |
| Winnipeg            | MB      | Assiniboine Park Zoo                 | 1904                                  | 32          |            | 180 (ca.) |                   | Website    |

- Karte mit allen verlinkten Seiten:
- OSM |
- WikiMap